# 金尾似天竺魚
金黃擬天竺鯛（學名：Apogonichthyoides chrysurus），為輻鰭魚綱鈎頭魚目天竺鯛科的其中一個種。

## 分佈
本魚分佈於西太平洋區，包括印尼及澳洲東部海域。

## 深度
水深3至50公尺。

## 特徵
本魚體粗短，尾柄長，口大且下位，眼大。體呈淡褐色，側線明顯，各鰭呈淡黃色，體側具數條橫紋，尾鰭截形，體長可達4公分。

## 生態
本魚棲息沿岸礁石區，白天躲藏於岩洞中，伺夜晚出來覓食，以底棲無脊椎動物為食，雄魚與雌魚交配後，雄魚會將卵含在口中保護，孵化之。

## 經濟利用
不具經濟價值。